# 3. додела Златног глобуса
Трећа додела награда Златни глобус, у част најбољих остварења у стварању филмова из 1945. године, објављена је 6. марта и одржана 30. марта 1946. у хотелу Никербокер у Лос Анђелесу, Калифорнија.

## Добитници
| Категорија                                         | Филм                 | Режисер      | Добитник/-ица   |
| -------------------------------------------------- | -------------------- | ------------ | --------------- |
| Најбољи филм                                       | Изгубљени викенд     | Били Вајлдер |                 |
| Најбољи глумац у главној улози                     | Изгубљени викенд     | Били Вајлдер | Реј Миланд      |
| Најбоља глумица у главној улози                    | Звона свете Марије   | Лео Макери   | Ингрид Бергман  |
| Најбољи глумац у споредној улози                   | Медаља за Бенија     | Ирвинг Пичел | Џ. Карол Најш   |
| Најбоља глумица у споредној улози                  | Слика Доријана Греја | Алберт Левин | Анџела Ленсбери |
| Најбољи режисер                                    | Изгубљени викенд     | Били Вајлдер |                 |
| Најбољи филм који промовише међународно разумевање | Кућа у којој живим   | Мервин Лирој |                 |